# مأمور وینود (فیلم ۲۰۱۲)
مأمور وینود (به هندی: Agent Vinod) فیلمی محصول سال ۲۰۱۲ و به کارگردانی سریرام راگاوان است. در این فیلم بازیگرانی همچون سیف علی خان، کارینا کاپور، عادل حسین، رام کاپور، پرم چوپرا، راوی کیشان، گلشن گروور، مریم زکریا، دریتیمان چاترجی ایفای نقش کرده‌اند.